# Agrihan
Agrihan è un'isola vulcanica dell'oceano Pacifico appartenente all'arcipelago delle Isole Marianne. Amministrativamente appartiene alla municipalità Isole Settentrionali delle Isole Marianne Settentrionali.
L'isola ha una forma ovale, è lunga circa 9 km e larga circa 6 km ha una superficie di 43,51 km².
L'isola è stata evacuata nel 1990 a causa della minaccia di attività vulcanica, sebbene non si sia infine verificata alcuna eruzione. Un insediamento è stato ristabilito in uno dei quattro villaggi originari ma al censimento 2010 risultava disabitata.

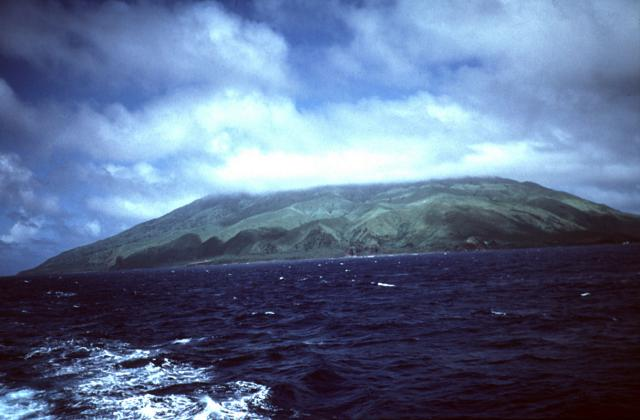
Le nuvole coprono il cielo di Agrihan.